# ポトリス2
ポトリス2（英語: Fortress 2 、朝鮮語: 포트리스 2）は、韓国のCCRで1999年に開発されたオンラインゲームである。
一時はサービスが終了したが、2020年12月31日にSteamでサービス開始と配信が復活した。

## 概要
2001年に日本で発表され、日本のバンダイゲームベンチャーがサービスを行っていたが、2004年5月25日からガンホー・オンライン・エンターテイメントに運営が移管され、その後2007年12月28日にサービスを終了した。
バンダイ主催の大会も何度か行われた。
プレイヤーの平均年齢が低かったため有料化とともに引退者が続出し、ついにはバンダイがガンホー・オンライン・エンターテイメントにゲームの管理権を譲る形となった。その後新作のポトリス3が公開となるが、有料化と共にユーザー数が減少し続け、ステージやキャラクターなど新要素の開発が少なくポトリス2とあまり変わり映えがしないなどの不評が原因でユーザーが定着せず、ポトリス3を展開していた全ての国でサービスを一旦終了した。
なお、日本の初代ポトリスも韓国ではポトリス2として扱われていたバージョンである。
2021年3月現在、Steamでポトリス2が配信され、マルチプレイ用のサーバも運営が行われている。

## ゲーム概要
12（＋1）種類の「タンク」と呼ばれるキャラクターを操り、相手のエネルギーをゼロにする、または画面外へと落とせば勝利となる。それぞれ特徴的なタンク、多彩なマップ、個性的なアイテム、風向き、行動順を左右するディレイなどの要素が組み合わさることにより、思いもかけない戦略性を生み出すことができる。

## 階級構成
階級は韓国・アメリカ・ロシア版は21種、日本は20種。上位の「王冠」が付く階級は人数固定、それ以下は割合が決まっている。階級別パーセンテージはサーバー全体利用者を100%と見たとき格階級が占める比率を意味するもので、下の階級になればなるほど比率が累積されていく形となっている。
具体的には以下の通り。
- 大王冠（星王冠） - 1人
- 金王冠 - 12人
- 銀王冠 - 100人
- 銅王冠（日本版以外のみ） - 300人
- 金勲章 - 0.1%
- 銀勲章 - 0.3%
- 銅勲章 - 0.6%
- 金メダル - 1.5%
- 銀メダル - 3.0%
- 銅メダル - 5.0%
- 双金星 - 8.0%
- 金星 - 13.0%
- 銀星 - 19.0%
- 銅星 - 26.0%
- ミサイルIII - 31.0%
- ミサイルII - 37.0%
- ミサイルI - 44.0%
- ダミーIII - 52.0%
- ダミーII - 61.0%
- ダミーI - 71.0%
- 髑髏 - 100.0%

## キャラクター
ポトリス2には、12種類+1種類の「タンク」と呼ばれるキャラクターが登場する。「タンク」は種別ごとに分かれており、またそれぞれに通常武器と特殊武器の2種類の武器があり、武器の種類もタンクにより大きく異なるなど個々に特徴がある。

### 古典系
一般に射撃角度が広く、攻撃力が高い。反面エネルギー量が低く、打たれ弱い。また基本的に固有ディレイ値が高め、移動可能な距離が短めである。
カタパルト / CATAPULT
古典古代期の投石機のような姿を持つタンク。通称「投石」、「石」、「岩」など。石、火炎石を武器とし、炎に耐性がある。
火炎石は着弾地点に火をつける事ができる。火は時間とともに左右それぞれにある程度広がり、そのまま移動していく。この火に触れると毎秒ダメージがあるが、受けるダメージはカタパルトおよびスーパータンクが1ずつ、ポセイドンが4ずつ、それ以外が2ずつである。なおこの火は雪が降る、あるいは急な坂に当たると消えてしまう。
発射角度は最大の0度～90度。
クロスボウ / CROSS BOW
古典古代、中世期の弩砲のような姿を持つタンク。通称「槍」、「弓」、「矢」など。矢、毒矢を武器とし、毒に耐性がある。
毒矢は当てた相手を毒状態にする事ができ、この状態は途中で特定のアイテムを使って解毒しない限り、残りエネルギーが30%（セコウインドは50%）になるまで続く。ダメージは誰かにターンが回るごとに受けるが、1回に受けるダメージはクロスボウ、デュークタンク、ポセイドン、スーパータンクが20ずつ、それ以外が40ずつである。
発射角度はカタパルトに次ぐ15度～80度。
キャノン / CANNON
中世期の大砲の姿を持つタンク。通称「大砲」、「キャノ」など。黒玉、赤玉を武器とする。
通常弾の黒玉は全タンク中最高の爆風（地形破壊力）を持ち、特殊弾の赤玉は全タンク中最高の威力を持つが、爆風でできる穴は非常に狭い。未来系タンクの中心に赤玉を命中させれば500を超えるダメージを与えられる。
古典系タンクの中では例外的に発射角度が狭い。25度～45度は全タンク中最低である。

### 近代系
防御力が高く、エネルギー量もおおよそ平均値である。
キャロットタンク / CARROT TANK
近・現代の戦車の姿を持つタンク。通称「キャロ」、「にんじん」など。単発弾、三連弾を武器とする。
防御力が高く、安定しているが、地味である。
発射角度は0度～40度。
デュークタンク / DUKE TANK
突撃砲か駆逐戦車のような姿を持つタンク。通称「公爵」、「デク」、「亀」、「19（じゅうく＝デューク）」など。単発弾、毒ガス弾を武器とし、毒に耐性がある。
防御力はキャロットより高いが、決定打に欠ける。
発射角度は0度～40度。
マインランダー / MINE LANDER
手榴弾、地雷を武器とする。通称「地雷」、「マイン」など。地雷は地面に設置され、雪が降らない限り敵側はその地雷が見えない。なお、レーザータンクとポセイドンは地雷を踏まない。上から当てればダメージは入る。
地雷によるダメージに耐性がある。
安定しているが、人気がない。
地雷による段差を利用した多段階のダメージにより、命中すれば500を超えるダメージを与えることが可能。この大ダメージによる爽快感を求める愛用者が存在する。
発射角度は5度～40度。

### 現代系
近代系に似ており、防御力・エネルギー量ともに平均値である。射程が長い。
ミサイル / MISSILE
ミサイル発射台の姿を持つタンク。通称「ミサ」など。攻撃時は搭載するミサイルが飛んで行く。単発弾、誘導弾を武器とする。
誘導弾は威力も精度も非常に低く、アウトした機体や味方に飛んでいくこともあるが、とどめなどには有効である。
基本弾が主体となるので、ディレイ値が増えにくい。
HPと防御力がマインランダーと並んで高いため、王様ゲームなどでは王が使用するタンクにもっとも選ばれている。
イオンアタッカー、スーパータンクと並び他のタンクより射程が長い。
発射角度は20度～45度。
マルチミサイル / MULTI MISSILE
装輪装甲車のような姿を持つタンク。通称「マルチ」など。複数のミサイルを同時発射して攻撃する。三連弾、九連弾を武器とする。
弾の一発一発は威力が低いので、いかに一度に多く当てられるかがポイントである。
風と角度を確保し、発射した弾を全て一箇所に命中させる「背面撃ち」と呼ばれる技がある。段差を利用し90度前後の角度で発射する。通常なら真上に向けて撃ってもそのまま落ちてきて自爆するが、風の力を利用することで弾の弾道を計算して飛ばす高度な技である。成功すると防御力の高いタンクにも500近いダメージを与えられる。なお、この「背面撃ち」は、条件が整えばどのタンクでも行う事ができるが、マルチミサイルは発射弾数が多いため全て当てるのは難しい。
発射角度は25度～50度。
スーパータンク (その他) / SUPER TANK
キャラクター選択時に「?」（ランダム）を選択した時のみ稀に出現する。通称「レア」、「デブ」（見た目がごついため）など。三連弾、九連誘導弾を武器とする。属性は現代系である。
その強さは折り紙つきで、このタンクが選ばれると敵側では敵チームの大将よりも真っ先に仕留めなければならない目標（ターゲット）であり、味方側では救世主たる存在となる。万一敵味方を問わずビギナーがこのタンクを扱うこととなれば神にも悪魔にも成り得る。故にこのタンクは敵味方を問わず脅威を与えるキャラクターであるといえよう。
三連弾の1発1発はキャノンの特殊弾と同じ威力、ミサイルと同じ飛距離・地形破壊力を持つ。
九連誘導弾はミサイルの特殊弾と同じ誘導弾だが、弾数がマルチミサイルの特殊弾と同じになっており、さらに威力が大幅に強化されているため、とてつもなく強い。ダブルファイヤーを使えば近現代系のタンク以外は即死となる。当て方にもよるが、パワー50%UP未使用で近現代系のキャラクターも9連ダブルで死ぬことがあるようである。
ミスショットで自キャラに打ってしまった場合もゲージが赤くなるほどで、近距離での九連は自殺行為である。
敵のスーパータンクを倒すと、勝敗に関係なく5ポイントのランキングポイントを得られる。初代ポトリスの時はリアルタイムでランキング表が見られたため5ポイント追加されるのを確認できたが、2となった現在はこのままなのか確認されていない。
発射角度は20度～45度。

### 未来系
エネルギー量はおおよそ平均値であり、一般に固有ディレイ値が低めである。また移動可能な距離が長いものが多い。防御力は低く、打たれ弱い。
レーザータンク / LASER TANK
レーザー砲を武器とする。通称「レザ」など。ホバリングしており、地雷を踏まない。単発弾、三連弾を武器とする。
セコウインドと並んで、移動可能な距離が全キャラクター中最も長い。
発射角度は5度～36度。
イオンアタッカー / ION ATTACKER
単発弾、衛星レーザーを武器とする。通称「衛星」など。
特殊弾の衛星レーザーは着弾点の真上に人工衛星が出現し、そこからレーザービームを照射する。そのため段差があっても常に一番上側から攻撃できる。それが長所でもあり短所でもある。足場によっては通常弾での攻撃でないと攻撃判定が出ない場合がある。
通常弾は爆風ともに威力が低く実戦には向かない。そのため特殊武器が主体となり、ディレイ値が増えやすい。
全タンク中もっとも防御力が低い。
ミサイル、スーパータンクと並び他のタンクより射程が長い。
発射角度は20度～55度。
セコウインド / SECWIND
光輪を武器とする。多脚の外見のため、通称「タコ」などと呼ばれる。単発弾、二連弾を武器とする。
他のタンクはライフ残量が30%以下になると赤ゲージとなるが、このタンクは50%以下で赤ゲージとなる。
ライフが赤ゲージになると「怒り状態」となり、タンク・弾にエフェクトが追加され、攻撃力が50%、地形破壊力が15%上昇する。
レーザータンクと並んで、移動可能な距離が全キャラクター中最も長い。
各行動で溜まるディレイ値が全タンク中最小である。
発射角度は0度～40度。
ポセイドン / POSEIDON
水の塊を武器とする。通称「カエル」など。ホバリングしており、地雷を踏まない。水弾、紫水弾を武器とし、毒に耐性がある。
雪が降ると攻撃力が上がる（+25%）。
弾のグラフィックが大きい分当たり判定が中心に設定されており、見た目とは裏腹に扱いが難しい。
特殊弾はヒットすると2ターンの間移動ができなくなる。相手の角度を崩す場合に使われることが多い。通称「汚水、トン水」とも呼ばれる。
発射角度は15度～50度。

## アイテム
ゲーム開始前にアイテムを購入しておくと、ゲーム中に購入したアイテムを使用できる。アイテムには体力回復、攻撃力をアップさせるもの、相手を妨害するようなものなど、全36種類がある。

### 回復系アイテム
回復系アイテムにはカプセル、ミサイルの両方が存在する。カプセル扱いのものは使用者自身にのみ影響し、ミサイル扱いのものは落下地点周辺の複数のタンクに影響する。
エネルギーカプセル（小） / ADDITIONAL ENERGY 1
タンクのエネルギーを、最大エネルギーの20%ぶん回復させる。なお使用後に攻撃する事が可能である。
エネルギーカプセル（大） / ADDITIONAL ENERGY 2
タンクのエネルギーを、最大エネルギーの40%ぶん回復させる。
エネルギーミサイル / ENERGY MISSILE
このミサイルが落ちた地点の周辺にいるタンクのエネルギーを、最大エネルギーの30%ぶん回復させる。ダブルアタックカプセルと組み合わせての使用が可能。
チーム回復カプセル / TEAM ENERGY
使用者と同じチームのタンクのエネルギーを、最大エネルギーの20%ぶん回復させる。通称「チー回」。
シールドカプセル / SHIELD
攻撃を一度だけ防ぐ事のできるバリアを張る。
シールドミサイル / SHIELD MISSILE
このミサイルが落ちた地点の周辺にいるタンクに、攻撃を一度だけ防ぐ事のできるバリアを張る。
透明カプセル / TRANSPARENT
透明になり、相手チームに自分のタンクが見えなくなる。自チーム内では半透明という形で見える。なお、一度攻撃を受けると透明状態は解除され、相手チームにも通常通り見えるようになる。
解毒ミサイル（タンク） / TYPE-A DETOX
各種妨害ミサイルによる妨害効果を無効化する。このミサイルではタンクに関するもので、角度不能ミサイル、移動不能ミサイル、パワー不能ミサイル及びポセイドンの特殊弾の各効果を無効化する。
解毒ミサイル（ステージ） / TYPE-B DETOX
各種妨害ミサイルによる妨害効果を無効化する。このミサイルではステージ(プレイヤーの画面に影響する)に関するもので、さかさミサイル、ゆらゆらミサイル、ダミーミサイル、霧ミサイルの各効果を無効化する。
スーパー解毒ミサイル / TYPE-C DETOX
各種妨害ミサイルによる妨害効果を無効化する。このミサイルは上記2種類の解毒ミサイルの両方の効果を併せ持ち、全ての妨害効果を無効化する。
アンチクロスボウ / ANTIDOTE
クロスボウの毒矢攻撃による毒を解毒する。

### 妨害系アイテム
妨害系アイテムは全種ミサイル扱いであり、効果は落下地点周辺の複数のタンクに影響する。
角度不能ミサイル / ANGLE LOCK
このミサイルが落ちた地点の周辺にいるタンクを、3ターンの間角度調整ができない状態にする。
移動不能ミサイル / MOVEMENT LOCK
このミサイルが落ちた地点の周辺にいるタンクを、3ターンの間移動不能状態にする。作用はポセイドンの特殊弾と同様である(ただし、効果はこちらの方が1ターン分長い)。
パワー不能ミサイル / OVER POWER
このミサイルが落ちた地点の周辺にいるタンクのパワー調節ゲージのスタート地点を、3ターンの間中央からにする。なお受けた側は、パワー調節を開始するまで通常通りの見た目のままである。
さかさミサイル / REVERSE SCREEN
このミサイルが落ちた地点の周辺にいるタンクのプレイヤーの画面を、3ターンの間上下反転させる。
ゆらゆらミサイル / VERTIGO MISSILE
このミサイルが落ちた地点の周辺にいるタンクのプレイヤーの画面を、4ターンの間波打たせる。
ダミーミサイル / ILLUSION MISSILE
このミサイルが落ちた地点の周辺にいるタンクのプレイヤーの画面で、4ターンの間全てのタンクが自分のタンクに見える。
霧ミサイル / FOG MISSILE
このミサイルが落ちた地点の周辺にいるタンクのプレイヤーの画面で、3ターンの間霧を発生させる。

### 能力アップ系アイテム
能力アップ系アイテムもカプセル、ミサイルの両方が存在する。カプセル扱いのものは使用者自身にのみ影響し、ミサイル扱いのものは落下地点周辺の複数のタンクに影響する。
ファイヤーミサイル / FIRE
ミサイル扱いで、落ちた地点に火炎が発生する。作用はカタパルトの特殊弾と同様である。なおポセイドンでこれを使用しても無効となる。ダブルアタックカプセルと組み合わせての使用が可能。
毒ミサイル / POISON CLOUD
ミサイル扱いで、落ちた地点に毒ガス雲を発生させる。作用はデュークタンクの特殊弾と同様である。ダブルアタックカプセルと組み合わせての使用が可能。
移動カプセル / MOVE UP
使用したタンクの移動力を、5ターンの間2倍にする。移動ディレイの加算も2倍となる。
ダブルアタックカプセル / DOUBLE FIRE
使用したタンクは同じパワーと角度で砲弾を2連射できる。アイテム選択直後にパスし、次のターンで他の一部アイテムと効果を組み合わせて使う事もできる。
パワーアップカプセル / POWER UP
使用したタンクの砲弾の破壊力が50%増幅される。作用は砲弾が火柱を通過した状態と同様である。ダブルアタックカプセルと組み合わせての使用が可能。
バクュームミサイル / SUMMONING MISSILE
このミサイルが落ちた地点の周辺にいるタンクを、使用者がいる場所に移動させる。
テレポートミサイル / TELEPORT MISSILE
このミサイルが落ちた地点に、使用者のタンクが移動する。ダブルアタックカプセルと組み合わせての使用が可能。
衛星ミサイル / ION MISSILE
このミサイルが落ちた地点に、真上から衛星レーザーが照射される。作用はイオンアタッカーの特殊弾と同様である。ダブルアタックカプセルと組み合わせての使用が可能。

### 環境系アイテム
環境系アイテムもカプセル、ミサイルの両方が存在する。カプセル扱いのものは使用者自身のみもしくはステージに影響し、ミサイル扱いのものは落下地点周辺の複数のタンクに影響する。
火柱ミサイル / POWER TORNADO
ミサイル扱いで、落ちた地点に火柱を発生させる。火柱を通過した砲弾はその破壊力が50%増幅される。
パワーアップミサイル / POWERUP MISSILE
パワーアップカプセルのミサイル版で、このミサイルが落ちた地点の周辺にいるタンクの砲弾の破壊力を50%増幅させる。
雪カプセル / SNOW FALL
このアイテムを使用すると、ステージに雪を降らせる事ができる。
風向きカプセル / WIND DIRECTION
このアイテムを使用すると、風力はそのままで風向きを反対方向に変える事ができる。
霧カプセル / GENERATE FOG
このアイテムを使用すると、ステージに霧を発生させる事ができる。
竜巻ミサイル / TORNADO MISSILE
ミサイル扱いで、落ちた地点に竜巻を発生させる。効果は2ターンである。
竜巻通過カプセル / VIA TORNADO
このアイテムを使用すると、直後に撃った砲弾が竜巻を通過するようになる。竜巻を通過した砲弾はその破壊力が50%増幅される。DOUBLE FIREと組み合わせての使用が可能。
サーチライトカプセル / FOG LIGHT
使用者と同じチームの霧状態を無効化する。相手チームには使用した事が分からない。なお使用後に攻撃する事が可能である。
盗聴カプセル / WIRE TAP
このアイテムを使用すると、使用者と同じチームで、相手チームのチームチャットを見る事ができるようになる。なお使用後に攻撃する事が可能である。
泥棒カプセル / STEAL ITEM
このアイテムを使用すると、その次のターンでアイテムを使用したタンクからそのアイテムを奪い、効果を無効化する事ができる。

## 状態異常と自然現象
状態異常には、キャラクター（タンク）に関わる異常、ステージに関わる異常の二種類がある。一部を除き、自然に治る（消える）。

### 状態異常
炎と毒雲
炎や毒雲に触れているタンクは基本的に-2のダメージを受ける。炎はカタパルトとスーパータンクが耐性のため-1、ポセイドンは-4ものダメージになる。毒霧はクロスボウ、デュークタンク、ポセイドン、スーパータンクが耐性のため、半分の-1になる。炎は1ターンごとに着弾点から左右に広がっていくが、段差、または数ターンが経過すると自然に消える。毒雲は無風状態ならその場にとどまるが、風が吹いているとその方向に流される。
矢毒
クロスボウの毒矢攻撃を受けたタンクは基本的に毎ターン-40のダメージを受ける（クロスボウ、デューク、ポセイドン、スーパータンクは耐性のため-20ダメージになる）。毒状態はエネルギーが赤ゲージ（残り30%、セコウインドは50%）になると解除される。
トン水毒
ポセイドンの特殊弾を受けると、2ターンの間移動不能になる。また、同様の効果を持つアイテムも存在する。

### 自然現象
風
風によって弾が流されることがある。弾の撃ち方によってあまり影響しなかったり、まともに影響したりする。風向・風量はコンソール左の角度調節器の下でわかる。熟練者は風の影響力を考慮した上でパワーゲージを調整するため、場合によっては通常の弾道では当たらないような場所に着弾させることができる。例として、風が右向きに吹いているとき、右側にいるタンクは高角度で左に撃てば弾が空中を飛んでいる際に風の影響を受けて押し戻されるため飛距離が短くなるが、それを利用することで正面からの攻撃では当てられない場所に隠れている敵の頭上から弾を当てることができる。
雪
雪が降ると、炎や毒雲が消え、地雷が見えるようになる。またポセイドンの攻撃力が上がる（+25%）。
霧
敵が見えなくなる、非常に厄介な自然現象。サーチライトカプセルで全味方の霧状態を回復することができる。
火柱
火柱を通った弾は威力が1.5倍になる。利用しやすいが、それは敵も同じである。ポトリス2では、風で左右に動く。
竜巻
竜巻に入った弾は巻き上げられ、どこに飛ぶかわからなくなる。どうしようもないプレイヤーはパスすることが多いが、発射角度と風を計算することである程度は狙った場所に当てることができる。火柱と同じく風で左右に動く。竜巻貫通アイテムを使用することで、威力が上乗せされた状態で竜巻を貫通させて撃つ事ができる。
補給物資
補給物資。通称「弁当」「弁当箱」。試合中ランダムでステージ上空からヘリが登場し木箱を落として去っていく。出現場所と風によっては落とされた弁当が着地するまえにフォールアウトすることもある。中には様々なアイテムが入っているが、大半は普段使わないようなアイテムばかりである。ごく稀に弁当から採取したアイテムを使用すると使用者だけフリーズし、接続が切れるというバグがある。その内容から「食あたり」「つまみ食い」などと称される。このバグはそのアイテムを使用した瞬間、当人は固まり、他の人は会話はできるがカウントがとまるためすぐに分かり、「ああ、あいつ弁当落ちしたな」などと言われる事もある。

## ハプニング
ゲームが始まる前に、ある確率で3種類のハプニングが発生する。勝利したチームは、獲得マネーが2倍になる。
地雷
マインランダーの地雷が大量に撒かれたステージでプレイする。撒かれた地雷は雪が降らない限り全チーム見ることができない。足場が薄いステージではこの地雷のせいで床を踏み抜いてしまい、フォールアウトしてしまう場合がある。
メテオ
時々炎を帯びた隕石が落ちてくるステージでプレイする。隕石自体にもダメージ判定があるほか、落ちた後はカタパルトの火炎石と同様に炎が発生する。同時に2～3個ふってくることも多々ある。
地震
時々地震が起こるステージでプレイする。地震が起こると角度調節器が狂う。また、タンクが少しずれる。足場の端にいるタンクは落ちることがあり、これでフォールアウトすることもある。

## 試合ルール
ポトリスには団体戦と個人戦のどちらかを選べる。一つのルームには最大8人まで入室可能で、ルーム作成時に上限人数を設定する。以下に基本ルールを説明する。
ノーマルバトル
通常のバトル。団体戦、個人戦ともに使われる。
パワーバトル
使用できるアイテムに制限がかかり、おもに攻撃系のアイテムしか使用できなくなる。使えないアイテムを持っていた場合はそれだけ色が黒くなり使用できない。ダブルアタックカプセル、パワーアッププセル、衛星ミサイル、ファイヤーミサイル、毒ミサイル、竜巻通過ミサイルなどが使用できる。短時間で勝負をつけたいとき、とにかく過激にやりたいときなどに選択されることが多い。ただし、回復系アイテムが使えない分早くなるが、同時にテレポートミサイルなどの補助系アイテムも使用できなくなるので、単純にパワーバトルのほうが早く終わるわけではない。
リーダーバトル
選択するとタンクの頭上に旗が出現し、その旗がついた者をリーダーとすることで、お互いリーダーを倒せば終了となる。他のモードだと敵全員を殲滅しなければならないが、リーダーバトルはリーダーを倒せばすぐに終わるため人気が高い。兵を倒してリーダーを狙うか、全員でリーダーを狙うかなど戦略性が高い。ルール特性上、リーダーとなったプレーヤーは防御力の高いタンクを選ぶことを推奨される。リーダーはしばしば「王」とも呼ばれる。
個人戦の場合にリーダーバトルを選択した場合は全員に旗が出現し、通常の個人戦よりも勝った時の賞金が多くなる。
後述の「王様ゲーム」が正式に組み込まれたもの。
特殊武器バトル
各タンクの通常弾だけが使用不可能になり、特殊弾のみの戦闘となる。その他のルールは通常と同じ。通常弾は100ディレイ、特殊弾は200ディレイかかるため基本的に遅くなる。使用するタンクによってはつらい戦いを強いられることもある。例えばミサイルなどは誘導弾だけになるので自分が狙った目標とは別のところにロックしてしまったり、イオンなどは天井があるステージだとほぼ無力化する。それによって普段とは一味ちがったバトルが楽しめたり、普段はあまり使わない特殊弾だけを使用することから（タンクにもよる）ある意味ネタ要素の強いバトルといえる。

## オリジナルルール
製作側、またはユーザーが提案して広まったオリジナルルールを説明する。

### 王様ゲーム
後に「リーダーバトル」として正式に組み込まれる。システムが対応していない時代にはルーム（チーム）内プレイヤーによる協議で王を決定する、あるいは2チームに分かれた最初のターンのタンクがそれぞれ王となる場合が多かった。どちらかの王が倒された時点で、王が倒されたチームの他のタンクはEXITするルールだが、EXITせずにゲームを続ける荒らし行為も散見された。この流れから古くからのユーザーは「リーダーバトル」を「王様ゲーム」や「王ゲ（王ゲー）」と呼ぶ事が多い。後には王が相手チームから一人を選びスパイを依頼する、通称「スパイと王（スパ王）」も誕生した（これは下記スパモとは違い、スパイは王としては扱われない）。

### スパモ
正式名は「スパイも王」。バンダイ時代のポトリスにあった掲示板の中で、まいたけという人物が提案したルール。システムとしての遊び方以外に、普通のプレイでは思いつかないような特殊なやり方、方法を沢山取り込み、それを一つのルールとして存在させることで成立した。内容の複雑さからこれを覚えたプレイヤーは少なかったものの、非常によく練られた設定によって絶大な人気を誇り、一時期スパモは必ず2部屋はあるといわれるほど栄えた。
スパモは必ず8人の4vs4、リーダーバトルで行なう。人数はそれ以下でもやろうと思えばできるがルールが成り立たない。
入室者は人数が揃うまでDの位置に集まり待機する。そしてメンバーが揃ったら、誰でもいいので適当に3．2．1などと合図をし、最後に0を分けて言う。丁度0としゃべった瞬間、全員で「A」か「F」に移動する。どちらに移動しても各自の自由なので一度で揃わなければ必ず4VS4になるまで繰り返して行なう。
A、Fのチームが決まったら順番で見て一番上の人が王様（リーダー）となる。そして王様は相手の兵士を誰か一人選んで、自分が指定した人物だけにメッセージを送る個人チャットでスパイよろしくと送る。個人チャットとは方法で「"名前 メッセージ」と送る。そして自分がコチャを送った相手から返答がきたら契約完了となり、その敵兵士は外見は敵だが味方となる。相手側の王も自分の兵士の誰かに「スパイよろしく」と要請しているので、自分のチームに裏切り者が一人いる状況でゲームをすることになる。
お互いスパイを決め終わったら全員に「決まりました」と合図をし、そして全員同時にショップに入る。アイテムに制限はなく自由に買って良い。通常のプレイとは違い予想も付かない展開をみせることもあるため、普段使わないようなアイテムを購入しても問題ない。全員の準備がおわったら試合を開始する。
自分が選んだ敵兵士（味方）は立場上はただの兵士だが、スパモの中では王と同格として扱い、自分が選んだその兵士が死ねばこちらの負けとなる。
一試合おわるごとにリーダーを務める役を上から順に下のメンバーに渡す。そしてそれを繰り返し何週かしたらまたチーム分けをする。
スパモのルールの難解さを現すものの代表としてスパイの存在がある。スパイ自身の勝ちとは自分のチームが負けることである。スパイにとってのメリットは、単純におもしろいからというのが適切な回答であろう。またこれを誤解して「スパイになった人が二重スパイになれば自分が勝てるのでは」というのもあるが、これはルールに反する行為である。いつ裏切ってやろうかと考えることに醍醐味があり、例えば敵（スパイにとっては仲間）の攻撃から自分の王（敵）を守るふりをして接近し、油断したところを一気に不意打ちして倒す、等もそのひとつである。また、スパイの存在は雇った王様にしかわからないため、雇われた王様側の兵士から攻撃をうけることもある。スパイが死ねば即負けなので兵士を狙うときは十分注意しなければならない。雇った王様にしてみれば自分のチーム内にも敵側のスパイがもぐりこんでいるため「あいつは俺が雇ったスパイだから狙うな」と発言すれば一斉攻撃される恐れがあるためそれもできない。そのため兵士たちは王のみを狙うのが暗黙の了解となっているが、逆にこれを利用して誰がスパイなのか炙り出すこともできる。また、スパイは重大な役を担っているとはいえ役目上はただの兵士であるため、自身が死なないようにと本来兵士に不釣合いなアイテムを保持していると、かえって怪しまれる。そういったことも配慮して準備する必要がある。総合するとスパモは、全ての行動には何かしらのリスクが付きまとう絶妙なバランスが存在する。

### ダブルジャンプ
通称WJ（ダブルジャンプ）と呼ばれる。ルールは簡単だが腕よりも運がためされるため人気が高かった。ルールはランダムタンクで個人戦、アイテムは必ずテレポート・テレポート・バキュームミサイル・ダブルアタックカプセルを持つ。この内一つでも欠けるとプレイできない。ランダムステージで行われ、試合を開始したら全員ステージの一番左側に移動する。この時にテレポートを一つ、バキュームを一つ使って集合する。全員が全く同じ位置に集合したらWJを開始する。まず、一人ずつダブルアタックを使用してパスを押す。次はダブルを使った状態でテレポートミサイルを使用して飛ぶ。通常ならテレポートは一つしかでないが、ダブルアタックを併用することで二度テレポートする現象がおき、これを利用して飛距離を競う。最終的に最も遠くにいたプレイヤーの勝ちとなるが、必ず二度飛ばないと勝ちにならない。二度飛ぶということは二発分の飛距離を考慮して飛ばなければならないため、一発目で奥までいってしまうと二発目のテレポートがオーバーしてしまう。そのため一発目のテレポをうまく調整して画面の真ん中あたりに着地し、そこから二発目のテレポで右端を目指すのが基本プレイとなる。一見簡単に見えるが非常に高いテクニックが要求されるため熟練者でも飛びすぎてオーバーしたり、それを恐れて弱く打ちすぎたため飛距離が伸びず他人に抜かれるなど運の要素が強い。ただし二度飛んでその二発目で着地していればいいため、ステージによっては障害物に体当たりして強制的に着地するといった荒業も通用する。
ダブルジャンプは全員が同じ場所に集合するという特性上、荒らしが一人でもいれば大混乱をおこす可能性があるため、事前のチェックを怠らないことが重要となる。また、飛距離を競うルールのため、通常は地形を破壊してはならない。なお、ステージによっては角度のせいで集合場所から発射できないこともあるため、そういう場合は壊してもよい。自然現象で発生するメテオや地雷などが発生した場合も普通に続ける。現在おこっている不具合のせいでキャラクターの位置情報がずれてしまう通称「位置バグ」があり、他人が見たときの位置と自分が見たときの位置が食い違うことがある。これは数ターン経過するなどして自然に回復するが、正確な飛距離を競うため全員飛び終わったらしばらく待つ。よく誤解されるがたとえ画面ではそう見えていても、実際に飛んだ飛距離以上には絶対に伸びないため、不正をおこなうことは出来ない。位置バグが回復したあとの配置が本当の飛距離であるため、そのせいで自分が1位だったのに位置バグのせいで2位になってしまったという状況でも、それは1位のほうがより遠くへ飛んでいたという事である。

### ウサ王
スパモ、ダブルジャンプと並んでポトリスの初期から存在するルール。誕生した理由は不明。一時期ポトリスではスパモ、ダブルジャンプ、ウサ王で3大ルールと呼ばれていたほど人気があった。正式名は「右往左往（うおうさおう）」。リーダーバトルでやるため「王」、それを略して「ウサ王」と呼ばれるようになった。
基本的に「A」と「F」チームに別れて、4VS4の団体戦で行なう。アイテムはテレポートミサイルとバキュームミサイルのみで、部屋によってダブルアタックも入れられることがある。ウサ王が他のルールと違うところはAチームは左側のみ、Fチームは右側のみにしか攻撃してはいけない。ただし王様（リーダー）のみ自由にプレイして良い。これを一人でも違反したら、そのチームの王が退場ボタンを押して負けなければならない。これはたとえF（右側のみ）がA（左側のみ）のすぐ右側にいたとしても、Aチームは、Fが自分より左に来る、もしくは自分がFより右に移動してとにかく決められた方向にしか撃ってはいけない。ただし移動、アイテム使用の際は向きは自由。そのため王も兵士もバキュームとテレポを上手く活用し、方向の特性を利用して自分たちが一方的に攻撃できるように試行錯誤することになる。敵が自チームの攻撃できない方向にいるとすれば、バキュームミサイルで吸い寄せたり、テレポートミサイルで自分が攻撃できる方向にまで飛んでから攻撃するなど、配置と状況を見て上手く考える必要がある。王様に限ってどちらに撃ってもいいので、仲間の兵士が相手を攻撃しやすいように自ら行動を起こすのもよいが、王様ゲームは王が死ねばチーム全体の負けなのでよくよく考える必要性がでてくる。試合が開始してから長時間たつと、プレイヤーたちがこの左右のルールを忘れて禁止されている方向へ撃ってしまうことがある。これをすると負けである。このいわゆる「うっかり撃ち」はウサ王の醍醐味で、例えば相手王が後一発で倒せるという状況で、あせって禁止されている方向へと撃ってしまう場合がよくあるパターンである。うっかり撃ちを多用してしまうプレイヤーには仲間から「もうじっとしていてくれ」「俺たちにまかせて何もしないでくれ」と言われるが、うっかり撃ちを多用するプレイヤーこそウサ王常連者である。
ウサ王はスパモ以上にルールを覚えている人口が少なかった。派生ルールの一つに、後に伝説となった「スパモ」と「ウサ王」のルールを合体させるという、確認されるだけでもたった数回しか行なわれなかった幻のルールが存在する。元はスパモ部屋で集まったユーザーが、「ルール上、やろうと思えばスパモとウサ王の共存は可能ではないか」と提案したことが発端となった。その時参加した熟練メンバーですら「スパモ」＋「ウサ王」のルールに相当混乱したらしく、まともに試合を遂行できぬまま禁止されている方向に誤射して負けとなった。専用の名前が決められることも無かったが、それを経験したプレイヤーが人生のうちで二度できるかどうかわからないものを経験した、とゲーム内のロビーで大々的に騒ぎを起こしたため、それを目撃したほかのプレイヤーに広まった。その後開催されることはなかった。そもそも参加者を徹底的に厳選しなければ不可能に近い内容だったので、予めルールを熟知しているメンバーが揃っていたことも無事に試合開始できた一因である。

### 弁当ゲーム
ポトリス内の1ユーザーが考案し、やがてポトリス全体に広まったルール。個人が考案したルールの中では一時期最大の規模となり、弁当ギルドなるものも誕生した。
ステージ中に登場する補給物資「弁当」を最初に手に入れたプレイヤーが勝ちというルールである。ルームの作成者によって差はあるが、基本的に攻撃は禁止である。アイテムの使用はありだが、補給物資はいつ落ちてくるのか、どこに落ちてくるのかがランダムなため完全に運のみのルールである。自分より遠い場所に落下した場合はテレポートミサイルなどで一発逆転を狙うこともできるし、近くに落ちれば移動だけで手に入れることもできるが、重用なのは自分のディレイをいかに制御するかである。たとえ自分にとって絶好の場所に落下したとしても、自分のターンが他人より遅かったら危険であり、常に相手より先手をうつ状況をキープすることが大事である。
弁当ゲームの派生ルールの一つに「新弁当バトル」がある。根本的な面で大幅に変更されていてルールの複雑さから旧弁当ルールほど浸透しなかった。個人戦、ステージは必ず固定で通称「人工衛星」（正式名：The Artificial Satelite）で行なう。開始直後、全員2ターン以内に一段下に存在する真ん中の宇宙船に降りる。手段はアイテムを使ってもかまわない。だが、2ターン以内に到着できなかったプレイヤーは失格となる。全員集合したら、弁当が2個降ってくるまで通常どおり戦闘をする。もし弁当が振らなければただの乱戦で終わることもあるが、一度集合したプレイヤーは弁当がふるまで下の宇宙船内でしか行動してはいけない。つまり、逃げようとして上の宇宙船へと逃亡した場合も即失格となる。そして弁当が降ってからが本当のスタートとなる。弁当が2個降ってからは上の宇宙船が解禁され、これからはどこへ移動してもいい。また、弁当をゲットしたプレイヤーも上への移動が可能となる。上へ移動したあとも攻撃は可能で、そのまま乱戦になってもよい。新弁当が他と違うのは弁当をとったプレイヤーは上宇宙船の端、つまり場外ギリギリのラインに到着すれば問答無用で勝利となる。または透明カプセルを使用した状態で端に到着しても勝利となる。ただし透明カプセルの場合は到着時に透明でいることが条件で、ダメージを食らったなどが原因で透明が解除された状態で到着しても無効である。このバランスが絶妙で、一人抜け駆けしようと上宇宙船へ移動すれば、下宇宙船のメンバーから総攻撃をされる。下宇宙船のメンバーにしてみれば端に到着されたら敗北なので、たとえ乱戦状態でも同盟を組んで協力関係になることが多い。が、それを利用してさらに抜け駆けを企てるプレイヤーも存在する。透明カプセルを使用した状態でゴールすればよいので、いつ透明をつかったかは問われない。下側宇宙船にいる状態で透明カプセルを使用し、次のターンでテレポートミサイルを使用して端に到着してもその時点で勝ちとなる。ゴールの条件となる端の定義だが、弾を食らうなどしてステージの端が完全に崩壊した場合は、崩壊していない端の部分が新たなるゴール地点となる。ただし、壊し漏れなどがあってわずかながらでもその端より遠い場所に端があれば、そこを壊さない限り手前の場所を新たなるゴールと認定することはできない。また、余りに小さすぎてその端にいくことが困難である場合は、あらかじめ自分が手前の端にいる状態で残っている端の欠片を破壊すれば、その時点で手前の端が新たなるゴールとなり勝ちと認定される。この弁当ゲームはポトリス全盛期を象徴するものであり、ポトリスの歴史と共に歩んできたこのルールでもある。

### はずおつ
はずおつは、はずしたらおつかれ（落ちろ、という意味）を省略したルール。名前のとおり弾を外したらEXITを押してすぐに落ちる。1ダメージでも入れば当たったと判定されるため、普通の試合にくらべて極端に速く終わる。ダメージさえ入れれば狙う相手は誰でもいいので一番近い敵を狙ってもいい。だがその場合はチキンといわれることもある。あえて自分の腕を披露するため最も遠い、もしくは狙いにくい位置にいる相手を狙うプレイヤーもいる。パスは禁止で自分のターンになったら必ず打たなければいけない。パワーバトルで行うためダブルアタック、衛星ミサイル、竜巻貫通ミサイル、パワーアップカプセルなどしか使えない。派生ルールにタンクの移動も禁止した動はずおつがあり、現在でははずおつと言えばこれのことを示す場合が多い。移動を制限した分、配置によっては何をすることもなく死ぬ場合もあるが、より緊迫した戦いを楽しめる。自然現象で霧が発生した場合は当たり判定がわからないため、その時に限っては全員がパスをする。この場合はタンクに直撃するなどして確実に当たっていたと確信できたとしても、当たり判定は発生せず撃った本人は落ちなければならない。この場合は撃たれてしまった人のほうが災難である。パスしていいのは霧限定で、竜巻、メテオなどはいかなる状況でもそのまま続行する。動はずおつにおいて動いてしまった人も落ちなければならない。

## CM
2003年頃にはポトリスのCMが制作され、バンダイの公式ページですべてのCMを閲覧することが可能だった。CM内ではタンクやルールの説明をギャグを混ぜながら紹介された。タカラヅラと呼ばれる男女5名が主演していたが、詳細は不明。